# Клопфер, Соня
Соня Клопфер (англ. Sonya Klopfer; 26 декабря 1935 года, Нью-Йорк, США) — фигуристка из США, серебряный призёр чемпионата мира 1952 года, бронзовый призёр чемпионата мира 1951 года, чемпионка США 1951 года в женском одиночном катании, участница Олимпийских игр 1952 года.
Соня Клопфер, выиграв в 15 лет чемпионат США 1951 года, стала самой молодой чемпионкой страны и оставалось таковою до победы 14-летней Тары Липински в 1997 году. В 1952 году перешла в профессионалы и выступала в  Ice Capades и Holiday on Ice. В 1964 году выиграла чемпионат мира среди профессионалов. Работала тренером. Её известные ученики Дороти Хэмилл, Элизабет Мэнли, Скотт Смит. Замужем за Петером Данфилдом.

## Спортивные достижения
| Соревнования/Сезоны         | 1950 | 1951 | 1952 |
| --------------------------- | ---- | ---- | ---- |
| Зимние Олимпийские игры     |      |      | 4    |
| Чемпионаты мира             | 5    | 3    | 2    |
| Чемпионаты Северной Америки |      | 1    |      |
| Чемпионаты США              | 2    | 1    |      |